# Gustav III och hans bröder
Gustav III och hans bröder är en oljemålning av den svenske konstnären Alexander Roslin. Den målades 1771 och ingår i Nationalmuseums samlingar i Stockholm.
Roslin var främst bosatt i Paris och känd som porträttmålare. Han porträtterade kung Gustav III flera gånger (bland annat år 1775). I detta grupporträtt sitter den blivande kungen till vänster och är omgiven av sina bröder Fredrik Adolf, hertig av Östergötland (stående) och hertig Karl (till höger). 
Kronprins Gustav och prins Fredrik anlände till Paris den 4 februari 1771 för att avbildas av Roslin. Hertig Karl hade varit i Roslins ateljé några månader tidigare. Roslin målade först individuella porträtt av de tre prinsarna som han senare sammanfogade till detta grupporträtt som är utformat som en triangel med prins Fredriks huvud som övre spets. Under arbetets gång fick kronprins Gustav meddelande från Stockholm att hans far kung Adolf Fredrik hade dött; detta kan därför sägas vara det första kungliga porträttet på Gustav III.